# Gołcza (gmina)
Gołcza (do 1954 gmina Rzerzuśnia) – gmina wiejska w województwie małopolskim, w powiecie miechowskim. W latach 1975–1998 gmina położona była w województwie krakowskim.
Siedziba gminy to Gołcza.
Według danych z 31 sierpnia 2006 gminę zamieszkiwało 6476 osób.

## Struktura powierzchni
Według danych z roku 2002 gmina Gołcza ma obszar 90,27 km², w tym:
- użytki rolne: 87%
- użytki leśne: 7%

Gmina stanowi 13,34% powierzchni powiatu.

## Demografia

### Płeć i gęstość zaludnienia
Dane z 30 czerwca 2004:
| Opis                              | Ogółem | Ogółem | Kobiety | Kobiety | Mężczyźni | Mężczyźni |
| --------------------------------- | ------ | ------ | ------- | ------- | --------- | --------- |
| jednostka                         | osób   | %      | osób    | %       | osób      | %         |
| populacja                         | 6322   | 100    | 3152    | 49,8    | 3171      | 50,2      |
| gęstość zaludnienia (mieszk./km²) | 70     | 70     | 34,9    | 34,9    | 35,1      | 35,1      |

### Liczba ludności
- 1995 – 6 868
- 1996 – 6 837
- 1997 – 6 814
- 1998 – 6 762
- 1999 – 6 443
- 2000 – 6 416
- 2001 – 6 421
- 2002 – 6 421
- 2003 – 6 403
- 2004 – 6 323
- 2005 – 6 275
- 2006 – 6 242
- 2007 – 6 240
- 2008 – 6 191
- 2009 – 6 164
- 2010 – 6 166
- 2011 – 6 244
- 2012 – 6 219
- 2013 – 6 208
- 2014 – 6 203
- 2015 – 6 153
- 2016 – 6 167
- 2017 – 6 122
- 2018 – 6 078
- 2019 – 6 047
- 2020 – 6 034
- 2021 – 6 042  [4]

## Sołectwa
Adamowice, Buk, Chobędza, Cieplice, Czaple Małe, Czaple Wielkie, Gołcza, Kamienica, Krępa, Laski Dworskie, Maków, Mostek, Przybysławice, Rzeżuśnia, Szreniawa, Trzebienice, Ulina Mała, Ulina Wielka, Wielkanoc, Wysocice, Zawadka, Żarnowica.

## Sąsiednie gminy
Charsznica, Iwanowice, Miechów, Skała, Słomniki, Trzyciąż, Wolbrom